# Gajavölgy

A Gajavölgy a Keleti-Bakony utolsó nyúlványainak 4 km hosszú szurdokvölgye, ahol a Gaja-patak  180-220 m magas hegyvonulatok között kanyarokat leírva csörgedezik.

## Fekvése
Fejér vármegye északnyugati részén, a Keleti-Bakonyban található, mintegy 170 m-es tengerszint feletti magasságban található. Fehérvárcsurgó és Bodajk közigazgatási területén terül el, a főkapu Fehérvárcsurgó és Isztimér közötti útról letérve, illetve Balinka szélén helyezkedik el.

## Leírása

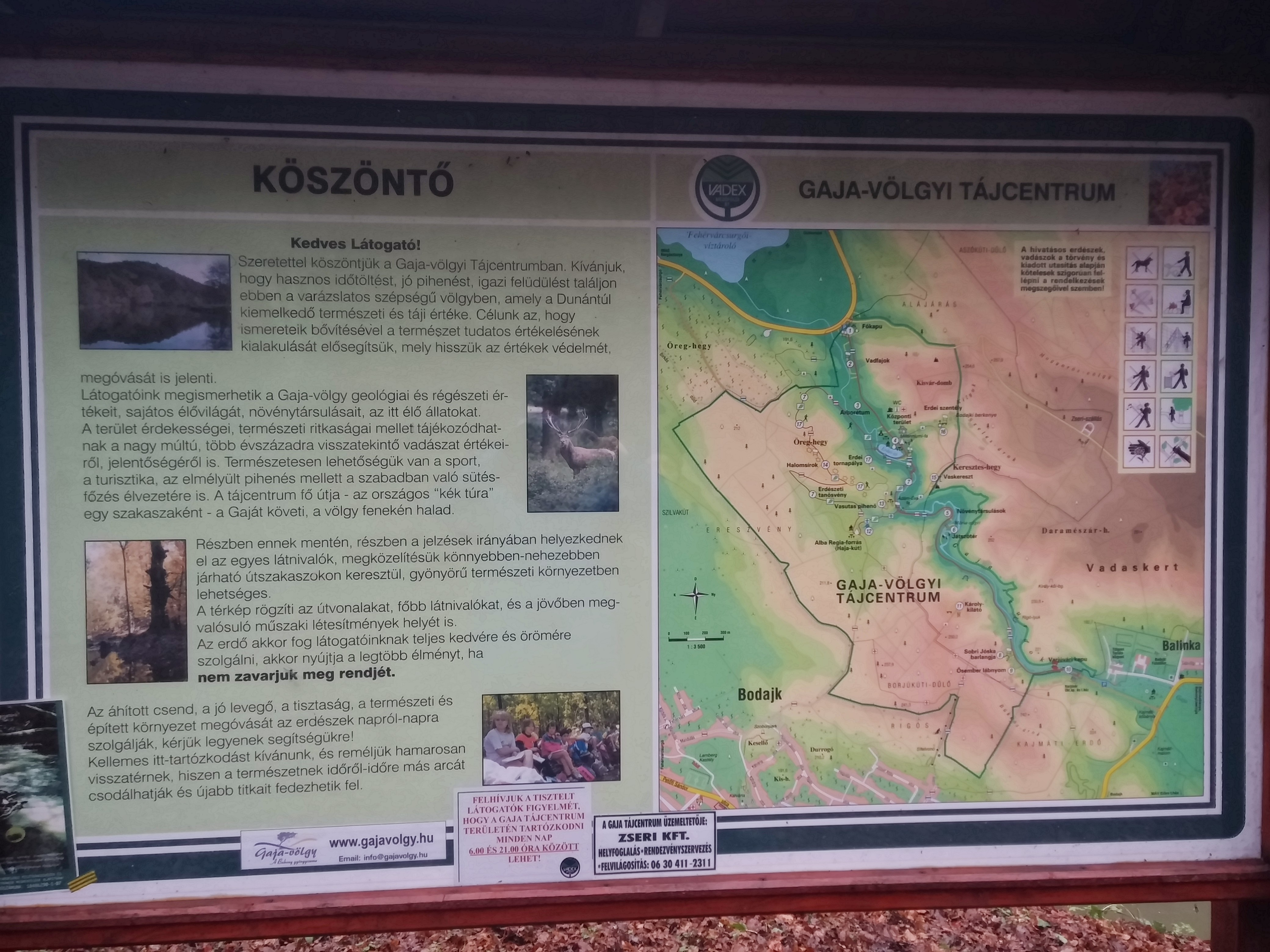
A Gajavölgy turistatájékoztatója

A völgy Magyarország egyik legszebb szurdokvölgye, minden évszakban élményt nyújt az oda látogatóknak. A Fehérvárcsurgói részen található egy pisztrángos tó is, amit a Gaja táplál gravitációs csővezetékkel. A patakon 2 gyaloghíd és 1 autók számára is járható híd épült.  
1888-ban Károlyi György vadaskertet létesített a területen, a vadak főként az Isztimér felé eső területen voltak. A terület mai kezelője, a Vadex a 2000-es években kerítéssel  elválasztotta a vadaskertet a turistáktól, így már nem láthatóak a völgyben nagyvadak, amik régebben számottevőek voltak(muflon, szikaszarvas, vaddisznó, őz, gímszarvas).
A völgyben főleg tölgy, bükk, gyertyánfa él, a meredek sziklafalakon karsztbokorerdők vannak. A hegytetőkön erdeifenyők telepedtek meg. Aljnövényzete sok helyen buja, a völgyzugokban nyáron is előfordul fagyos hajnal.
A Gaja-patak több ezer év munkájával törte át itt a Bakony keleti vonulatát. A völgyet elhagyva belefolyik a Fehérvárcsurgói-víztározóba, ami a völgyet körülvevő hegyekről szép látványt nyújt. Székesfehérvárig is el lehet látni bizonyos pontokról.
A völgyben van egy iható forrás, neve Alba Regia-forrás(régi nevén Haja-kút), ami mellett kiépített padok, asztalok vannak. 
Kijelölt útvonal vezet a Károlyi-kilátóhoz, ahonnan  az egész völgy jól belátható.
A turistaútvonalon végig ismeretterjesztő táblák hívják fel a figyelmet a terület régészeti és geológiai értékeire, sajátos élővilágára. Számos úticél lehetséges, Vaskereszt, kora vaskori halomsírok, Alba Regia-forrás, Károlyi-kilátó. Sok turistaút útba ejti (Országos Kéktúra, Piros, Gyöngyök útja, Mária Út). A Másfélmillió lépés Magyarországon című ismeretterjesztő sorozat 3. részében mutatják a területet. 2 barlang is található a szurdokban, a kisebbik Rigó-lyuk nevű barlang 16 méteres. 1970. november 7-én kezdték feltárni. Állatcsontokat és cserépdarabokat találtak benne. Nevét egy a barlangba menekülő sérült rigóról kapta. A völgytalp felett 10 m-re nyílik a barlang bejárata.  A Sobri Jóska-barlang 22 méteres, nevével ellentétben nem járt itt a híres betyár.